# Магазин у дома

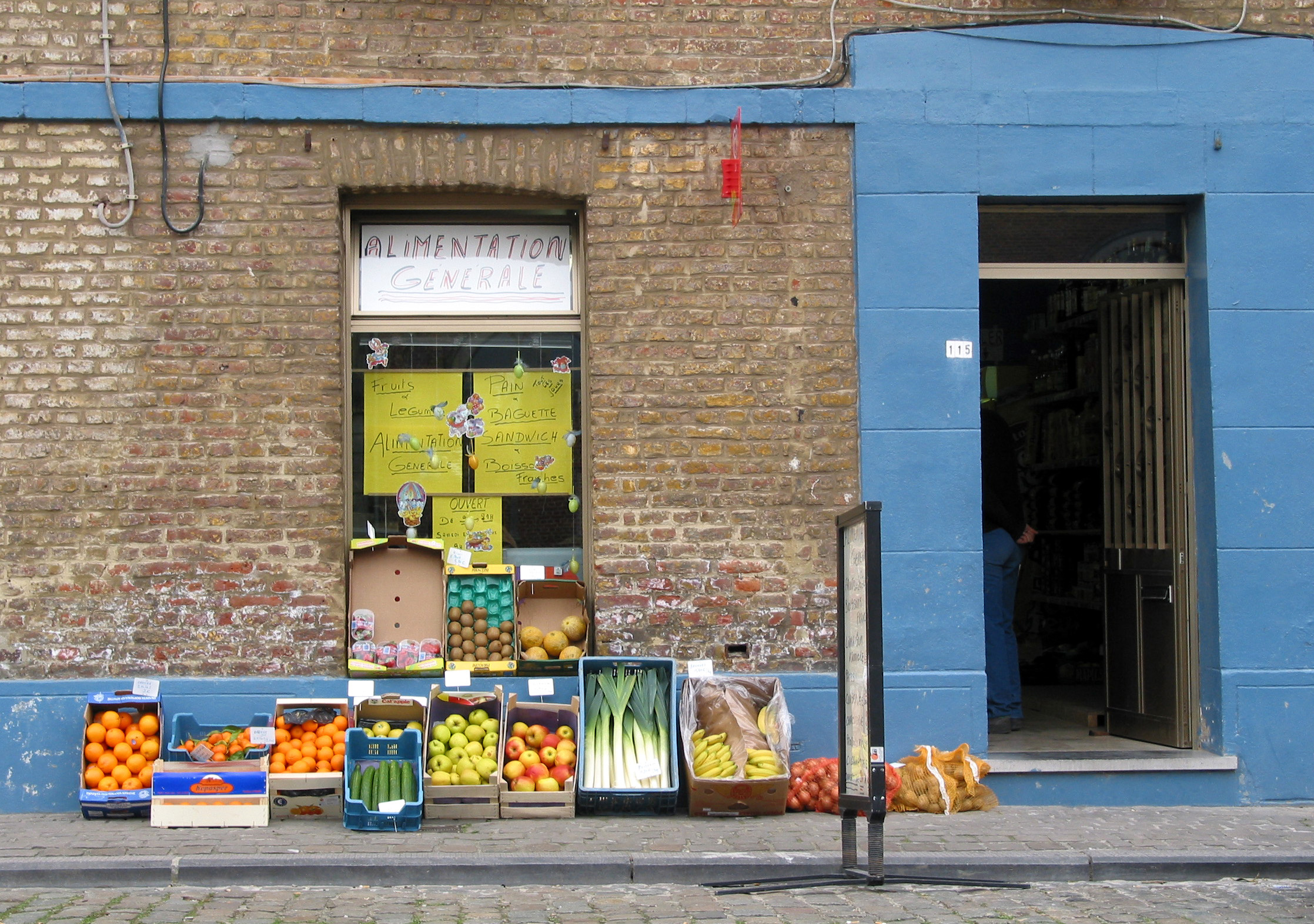
Продовольственная лавочка в бельгийской провинции

Магазин у дома (магазин «шаговой доступности») — небольшой магазин, предназначенный для обеспечения текущих потребностей живущих неподалёку покупателей. Зачастую расположен непосредственно в самом доме, на его первом или цокольном этаже. Помещение под магазин может быть специализированным, а может быть выкупленной и переведённой в нежилое помещение квартирой.
Ассортимент такого магазина призван быть максимально сбалансированным и состоять из товаров повседневного спроса, поскольку покупки «рядом с домом» совершаются ежедневно и включают в себя основные товары потребительской корзины.
Магазины этого типа предлагают небольшой выбор товаров, в основном бакалеи, мясо-молочной продукции, овощей, фруктов, алкогольных напитков и сигарет, и других пищевых продуктов, а также базовых хозтоваров. Цены, как правило, выше, чем в торговых точках других форматов.
В США ассортимент магазина шаговой доступности обычно представлен 3—4 тыс. SKU, годовой объём продаж одного магазина — около $1 млн. Некоторые крупные торговые сети «магазинов шаговой доступности» позиционируются в качестве дискаунтеров. 
В России ассортимент магазина у дома также примерно насчитывает 3—4,5 тыс. SKU. Крупнейшие сети магазинов у дома (количество магазинов дано по состоянию на 31 декабря 2018 года): «Пятёрочка» — 13 522, «Магнит у дома» — 13 427, «Бристоль» — 3 323, «Дикси» — 2 537, «Монетка» — 1 231.